# Jorge de Aguiar

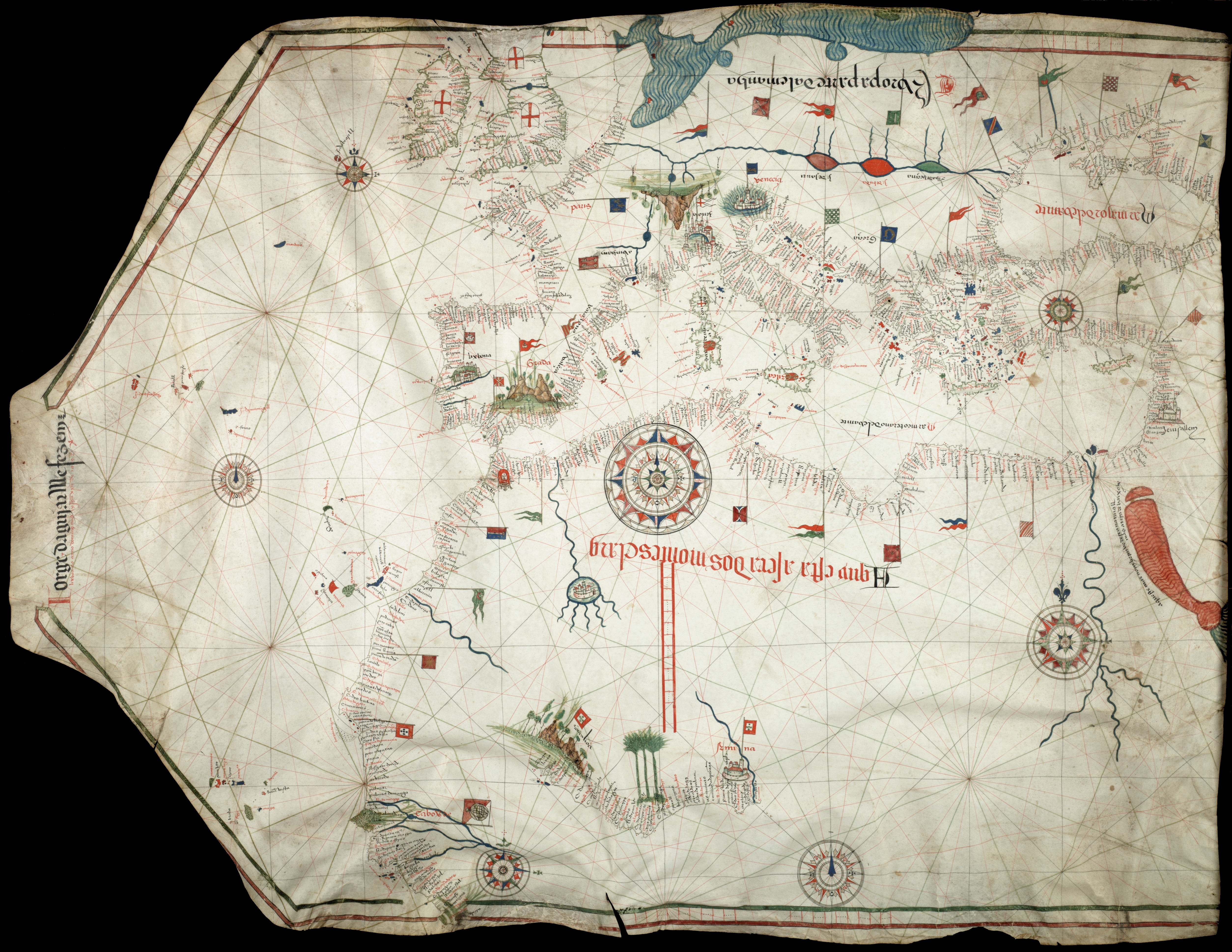
Reproduction de la carte des côtes méditerranéenne, d'Europe et d'Afrique de l'Ouest par Jorge de Aguiar (1492)

Jorge de Aguiar (XVe – XVIe siècle) est un navigateur et cartographe portugais.

## Biographie

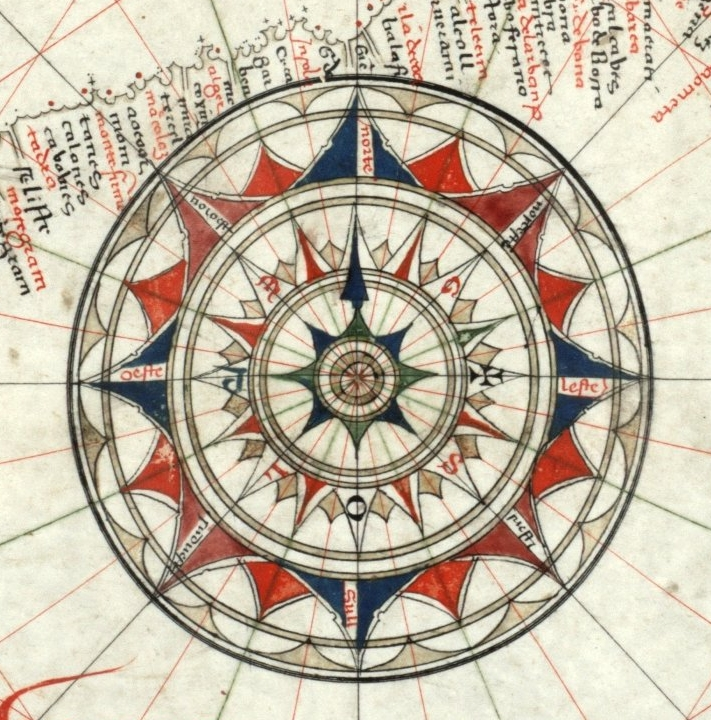
Rose des vents de Jorge de Aguiar (1492)

On lui doit une carte de la côte africaine (1492). 
Ayant rallié Goa, il est le premier européen à avoir navigué en mer Rouge (1510). 